# Paderborn metoda
Paderborn metoda je metodičko sredstvo za podučavanje stranih jezika namijenjeno djeci. To uključuje učenje jednostavnog jezika (u ovom slučaju esperanta), prije učenja težeg stranog jezika.
Učinkovitost metode empirijski je zabilježena više puta uprošlom stoljeću,ali ju je znanstveno dokazao profesor Helmar Frank na Institutu za kibernetičku pedagogiju Sveučilišta uPaderbornu (Njemačka), otuda i ime.

## Povijest metode
Mnogi odrasli, nakon što su naučili esperanto, shvatili su da zahvaljujući ovom vrlo jednostavnom jeziku i logičnoj gramatici mogu bolje razumjeti gramatičke teme čak i svog materinjeg jezika. Tako su počeli razmišljati o tome može li takav jezik pomoći u učenju gramatike općenito ili čak drugih stranih jezika.

### Eksperimenti prije Metode Paderborn
Na temelju toga eksperimenti su već provedeni u prvim desetljećima esperantske povijesti, na primjer u Mađarskoj ili Velikoj Britaniji. Slijede neke od najznačajnijih:
- 1918-1921 - Srednja škola za žene u Bishop Aucklandu (GB). Esperanto je učen kao pripremni jezik za francuski i njemački[3]
- 1934-1935 - Javna srednja škola u New Yorku[4]
- 1947-1951 - Provincijska gimnazija u Sheffieldu (GB),[5]naglašava prednost koju su od esperanta dobila najmanje dovedena djeca na učenje
- 1948-1965 - Škola Egerton Park, Denton (Manchester, GB). [6]
- 1958-1963 - Somero (Finska), studij o propedeutici njemačkog jezika[7]
- 1971-1974,[8]1975-1977[9] - Međunarodna liga nastavnika esperanta (ILEI), s obzirom na druge studije, koordinira različite međunarodne studije u različitim zemljama (Belgija, Francuska, Grčka, Njemačka, Nizozemska). Godine 1977. djeca su se susrela na zajedničkom tjednu s učenjem različitih predmeta u esperantu.
- Druga polovica 1970-ih, ranih 1980-ih - Nastava jezične orijentacije, Paderborn (spomenuto u nastavku). Ovaj eksperiment uključuje dijeljenje učenika u različite skupine s različitim putovima za kontrolu stvarne koristi međunarodnog jezika[2]
- 1983-1988 - Među različitim eksperimentima u Italiji, onaj proveden u osnovnoj školi "Rocca", u San Salvatore di Cogorno (GE) slijedi znanstvenu metodu koja se koristi u Paderbornu, s podjelom u dvije skupine, jedna uči esperanto, a druga francuska od početka. [10]

### Opis eksperimenta na Sveučilištu Paderborn
U osnovnoj školi pod nadzorom profesora Helmara Franka stvorene su dvije natjecateljske skupine A i B. Skupina A započinje učenje engleskog jezika u trećem razredu (treća godina škole), dok skupina B u istoj godini započinje tečaj esperanta (160 sati), a zatim počinje engleskim jezikom dvije godine kasnije (peta godina škole). Međutim, unatoč razlici u vremenu posvećenom proučavanju engleskog jezika, skupina B već doseže skupinu A u engleskim kompetencijama u sedmoj godini učenja, dok u osmoj godini studija postoji čak i prednost u znanju jezika.
Sljedeća tablica sažima istraživanje provedenu u Paderbornu:
| Godina studija | Grupa A  | Grupa B   | Poznavanje engleskog jezika                                                           |
| 3°             | Engleski | Esperanto | A doseže osnovnu razinu engleskog jezika, dok ga B uopće ne poznaje                   |
| 4°             | Engleski | Esperanto | A doseže osnovnu razinu engleskog jezika, dok ga B uopće ne poznaje                   |
| 5°             | Engleski | Engleski  | A nastavlja učiti engleski jer ga B počinje učiti brzim napredovanjem                 |
| 6°             | Engleski | Engleski  | A nastavlja učiti engleski. B, koji ga proučava samo godinu dana, brzo napreduje      |
| 7°             | Engleski | Engleski  | Engleska razina A i B jednaka je                                                      |
| 8°             | Engleski | Engleski  | B prestigao A za znanje engleskog jezika, unatoč tome što ga je B učio 2 godine manje |

Dakle, skupina B ne samo da je zaradila mnogo novca učeći engleski jezik, već ima i kulturnu pozadinu dva jezika. Također imajte na umu da su djeca bila izvorni govornici njemačkog jezika, što ima mnogo zajedničkog s engleskim jezikom, a koji su oba germanska jezika, tako da iz esperanta nije bilo prednosti vezane uz učenje gramatike sličnije engleskom od one na materinjem jeziku. Lako je razumjeti da osim kulturne dobiti, ušteda vremena također proizvodi uštedu ekonomskih resursa za podučavanje.

## Pretpostavke o razlozima funkcioniranja ove metode
Postoji nekoliko hipoteza o tome zašto takav sustav funkcionira. Jedna od karakteristika koja se čini odlučujućom je pravilnost, ali i transparentnost jezika (glagoli, prilozi, imenice i pridjevi označavaju gramatičku funkciju). Na primjer, u esperantu svi pridjevi završavaju -a i sve imenice završavaju -o, tako da nije potrebno da dijete aktivno nauči razliku između imenica i pridjeva, već uči koncept pasivno. Ako student naknadno započne učenje novog jezika, neće biti potrebe objašnjavati koncept, ili će u svakom slučaju to zahtijevati mnogo manje truda. Esperanto je također aglutinativni jezik, a to uključuje učenika u aktivnu uporabu leksika.
Gramatika se također svede na minimum, tako da djeca mogu početi govoriti (i stoga aktivno koristiti jezik) u vrlo kratkom vremenu, što im omogućuje da zadrže svoj početni entuzijazam, koji se često gubi za strani jezik zbog potrebe za učenjem godinama prije nego što se mogu izraziti s određenom lakoćom. To bi dalo samopouzdanje, a kada pokrenete novi jezik, vidite ga kao nešto izvedivo, manje udaljeno (već ste bez napora naučili strani jezik, tako da se ne bojite naučiti drugi).
Proučavanje ovog jezika tako daje mogućnost da se (u kratkom vremenu) nauči sva gramatika jezika, čime se dobiva prilika da se usporedi s materinjim jezikom i koristi ovu usporedbu s drugim jezicima koji će se učiti u budućnosti. Učenje je isto kao vidjeti model jednostavnijeg motora s unutarnjim izgaranjem kako biste razumjeli kako funkcionira složeniji motor (ali u ovom slučaju esperanto je cjelovit jezik, a ne smanjen u usporedbi s drugima).
Neuspjeh u učenju jezika (kao i svaki drugi predmet) može dovesti do traume koja zastrašuje učenika da uči druge jezike, iz straha da se ne suoči s drugom nepremostivom preprekom. Ako se, s druge strane, prvi jezik uspješno nauči, drugi jezik se neće smatrati preprekom. S ove točke gledišta, lakoća esperanta daje najveće prednosti, zapravo iz prve lekcije mogu se sastaviti jednostavne rečenice.
Što prije naučite jezik, prije ćete upoznati djecu iz drugih kultura i komunicirati s njima. U slučaju međunarodnih sastanaka na kojima student može koristiti jezik, entuzijazam i interes za sve strane jezike će se povećati.
Claude Piron raspravlja o nekoliko hipoteza u nekim svojim člancima. Vjerojatno uzrok uspjeha metode (unatoč svemu malo primijenjenog u stvarnosti) nije samo jedan, već je zapravo niz uzroka.

## Napomene
1. ↑  (it) Službeni bilten. Ministarstvo obrazovanja godine 122°, RIM, 25. svibnja - 1. lipnja 1995., br. Sadrži različite studije i eksperimente.
2. 1 2 3  Prof. Dr. Helmar Frank, "Das Paderborner Experiment zum Sprachenorientierungsunterricht" in the publication of the Hanns-Seidel Stiftung eV, Verbindungsstelle Brussel/Bruxelles i Günter LOBIN, Der propedeutische Wert von Plansprachen für den Fremdsprachenunterricht (magistereca tezo), Universität Paderborn, Institut für Kybernetik, Wartburger Strasse 100, D4790 Paderborn
3. ↑  Fischer, D.ssa Alexandra, Jezici putem esperanta; Eksperimento farita en Bishop Auckland (GB) en la jaroj 1918-1921 u "Internacia Pedagogia Revuo", 1931.
4. ↑  Helen S. EATON, Eksperiment u učenju jezika, u časopisu Modern Language Volume 19, izdanje 1, stranice 1–4, listopad 1934, u časopisu Modern Language Volume 19, izdanje 1, stranice 1–4, listopad 1934.
5. ↑  J. H. HALLORAN (predavač pedagogije na Sveučilištu u Sheffieldu), četverogodišnji eksperiment u esperantu kao uvod u francuski. U "British Journal of Educational Psychology", vol.22, br. 3, 1952 (studeni), str.
6. ↑  Izvješće: Norman WILLIAMS (obrazovni direktor) Izvješće o učenju esperanta od 1948. do 1965. - Iz zaključaka: "Dijete može naučiti toliko esperanta za oko 6 mjeseci kao francuski za 3-4 godine. (...) ako bi sva djeca studirala esperanto tijekom prvih 6-12 mjeseci francuskog tečaja od 4-5 godina, zaradili bi puno i ništa ne izgubili".
7. ↑  J. VILKKI, V. SETÄLÄ, La eksperimenta instruado de Esperanto en la geknaba mezgrada lernejo de Somero (Suomio); V. SETÄLÄ, Vizito al la eksperimenta lernejo en Somero, Finnlando.
8. ↑  Marta KOVÁCS, Internacia Didaktika Eksperimento Kvinlanda; Johano INGUSZ, Instruspertoj en esperantfakaj klasoj (en Hungario)
9. ↑  Helmut SONNABEND, Esperanto, lerneja eksperimento
10. ↑  Izvješće: Elisabetta FORMAGGIO (Chiavari, Italija), Lerneja eksperimento pri lernfacileco kaj transfero en la fremdlingvoinstruado.
11. ↑  Esperanto sa psihopedagogijskog stajališta

## Vanjske poveznice
- Jezična orijentacija u esperantu paderbornskom metodom,na nitobe.it.
- Nova metoda obrazovne nastave koja jamči heterogenost (i) dvojezičnost (dok) promatranje univerzalnih pravila - Ponavljanje paderbornovog eksperimenta u sklopu projekta Sokrat.